# HD208831
HD208831 — хімічно пекулярна зоря спектрального класу A3, що має видиму зоряну величину в смузі V приблизно  9,7.
Вона  розташована на відстані близько 1449,6 світлових років від Сонця.